# Peter Jurasik
Peter Jurasik (Queens, 25 aprile 1950) è un attore statunitense.
Terzo di quattro fratelli, è sposato ed ha un figlio. 
Inizia la sua carriera come attore lavorando fuori Broadway, fin dalla fine degli anni settanta.
Tra i suoi film, vi è Piccola peste del 1990 in cui fa la parte di Roy.

## Filmografia parziale

### Cinema
- Tron, regia di Steven Lisberger (1982)
- Piccola peste (Problem Child), regia di Dennis Dugan (1990)
- Mr. Jones, regia di Mike Figgis (1993)
- La giuria (Runaway Jury), regia di Gary Fleder (2003)
- Il mondo di Arthur Newman (Arthur Newman), regia di Dante Ariola (2012)
- 42 - La vera storia di una leggenda americana (42), regia di Brian Helgeland (2013)
- La risposta è nelle stelle (The Longest Ride), regia di George Tillman Jr. (2015)

### Televisione
- Incubo dietro le sbarre (In the Custody of Strangers), regia di Robert Greenwald – film TV (1982)
- Caro John (Dear John) - serie TV, 8 episodi (1989)
- Perry Mason: Va in onda la morte (Perry Mason: The Case of the Ruthless Reporter), regia di Christian I. Nyby II – film TV (1991)
- Babylon 5 – serie TV, 71 episodi (1994-1998)
- I viaggiatori (Sliders) – serie, 3 episodi (1999-2000)
- One Tree Hill – serie TV, episodio 6x09 (2008)

## Doppiatori italiani
Nelle versioni in italiano delle opere in cui ha recitato, Peter Jurasik è stato doppiato da:
- Sandro Pellegrini in Hill Street giorno e notte
- Carlo Sabatini in La giuria
- Gil Baroni in Tron
- Roberto Chevalier in Casa Keaton
- Gianfranco Bellini in Top Secret
- Roberto Colombo in Incubo dietro le sbarre
- Saverio Moriones in Piccola peste
- Mino Caprio in Peter Gunn
- Giorgio Lopez in Babylon 5 (st. 2)
- Oliviero Dinelli in Babylon 5 (st. 4-5)
- Guido Cerniglia in Babylon 5: The Gathering
- Vladimiro Conti in La risposta è nelle stelle
- Massimo Milazzo in Babylon 5 (ridoppiaggio)